# حیی بن قتیبه
حُییّ بن قتیبه به گزارش نظامی عروضی عامل توس — و به‌گمان بهتر، عامل خراج توس — در روزگار فردوسی بوده‌است. او به فردوسی مال و متاع بخشیده و او را از پرداخت خراج زمین معاف داشته‌است. فردوسی او را به‌گرمی می‌ستاید و او را «آزاده» می‌نامد.